# Друга војвођанска ударна бригада
Друга војвођанска народноослободилачка ударна бригада формирана је 20. априла 1943. године, у манастиру Тавна, на планини Мајевици, у Босни и Херцеговини. Формирана је од Друге групе војвођанских ударних батаљона, имала је три батаљона са 563 бораца.
Први командант бригаде био је Радослав Јовић Мишко, а политички комесар Драга Дикић Вања.
За своје заслуге током Народноослободилачког рата одликована је Орденом народног ослобођења и Орденом партизанске звезде.

## Ратни пут Друге војвођанске бригаде
Заједно са Првом војвођанском бригадом, дејствовала је у Семберији, затим у рејону Шековића. У ноћи 11/12. јуна 1943. године учествовала је у ослобођењу Сребренице, док су њен један батаљон и Мајевички НОП одред на путу Брчко-Бијељина, код села Драгуљевца, заробили домобранску пуковију, са 1.256 војника и комплетним наоружањем (3 топа, 1.000 пушака, 16 митраљеза, 40 пушкомитраљеза и др).
Делови Друге војвођанске бригаде учествовали су 16. јуна у ослобођењу рудника Угљевика, а 18. јуна у разбијању домобрана у рејону Рудишта.
У састав Шеснаесте војвођанске дивизије улази 2. јула 1943. године
Зједно са Првом пролетерском и Првом војвођанском бригадом учествује у 25/26. јуна у ослобођењу Власенице. А са Првом пролетерском бригадом 5. јула заузима Зворник. Потом дејствује на терену источне Босне.
Заједно са Маевичким НОП одредом учествује у заробљавању домобранске чете у селу Површинци, а са Првом војвођанском бригадом у поновном ослобађању Власенице, 11. септембра, Цапарда, 15. септембра и Бијељине, 24. септембра.
Приликом напада Шеснаесте војвођанске дивизије на Брчко, 19/20. октобра 1943. године, пребацила се на леву обалу Саве, заузела усташко-домобранско упориште Гуњу и онеспособила мост на Сави. 21. октобра се поново преко Саве вратила у источну Босну.
Током новембра и децембра 1943. године, заједно са Четвртом војвођанском бригадом учествовала је у чишћењу рејона Мајевице од четника. Пошто су успеле да одбију неколико јачих напада Немаца на Мајевицу, обе бригаде су биле принуђене да се заједно са дивизијском болницом, 21. децембра, по великој хладноћи и уз борбе пробију, уз велике губитке, у Бирач.
После неколико дана бригада се поново вратила на Мајевицу, а од 17. до 20. јануара 1944. године, учествовала је у нападу на Тузлу и водила борбе у рејону села Миричине. Затим прелази у Требаву, коју чисти од четника, а потом се, у марту, враћа на Мајевицу где учествује у борбама са немачком 13. СС дивизијом. У против нападу 16. војвођанске дивизије, код села Кораја и Забрђа, 18. марта, бригада је водила тешке борбе, наневши непријатељу губитке од 120 мртвих, али је и она имала око 170 мртвих и рањених.
До средине априла 1944. године дејствовала је против немачке 13. СС дивизије и усташко-домобранских снага у Семберији и на Мајевици, а затим се у саставу 16. дивизије пребацује преко комуникације Тузла-Зворник за Бирач. После напада на Кладањ, 4. маја, водила је неко време борбе са четницима на планини Озрену.
Са 16. војвођанском дивизијом учествовала је у одбрани ослобођење територије Бирача, после чегасе пребацује у централну Босну, ради прихватања Шесте личке пролетерске дивизије, са којом учествује при форсирању реке Босне, 28/29. јула. потом у саставу 12. војвођанског корпуса учествује у четрдесетодневном маршу маршу преко источне Босне, Зеленгоре и Маглића у Црну Гору и даље преко Дурмитора и Голије у Херцеговину, одакле се враћа у источну Босну, где се 6. септембра, код Старог Брода пребацује преко Дрине у Србију.
Током септембра и октобра 1944. године учествује у борбама за ослобођење западне Србије, у нападу на Обреновац, ослобођењу Београда и разбијању Немаца код села Скела, на Сави. После преласка у Срем, бригада учествује у ослобођењу Руме, 27. октобра, и Сремске Митровице, 1. новембра.
У новембру дејствује у Бачкој и Барањи, а после одмора и допуне у рејону Торјанаца, 9. децембра пребацује се на десну обалу Драве, где у рејону Чађавице, води борбе на вировитичком мостобрану. А у марту 1945. године учествује у разбијању непријатељског продора, код села Болмана.
У завршним операцијама у саставу 16. војвођанске дивизије форсира Драву, и учествује у ослобођењу Подравине, Нашица, Подравске Слатине, Вировитице и Бјеловара.

## Народни хероји Друге војвођанске бригаде
Седморо бораца бригаде је одликовано Орденом народног хероја:
- Богдан Вујошевић, политички комесар батаљона
- Милан Јешић Ибра, командант Другог батаљона
- Анка Матић Грозда, политички комесар чете
- Марко Милановић, заменик команданта бригаде
- Влада Обрадовић Камени, командир чете
- Сулејман Омеровић, командант бригаде
- Сава Согић, командант бригаде